# Nadine Horchler

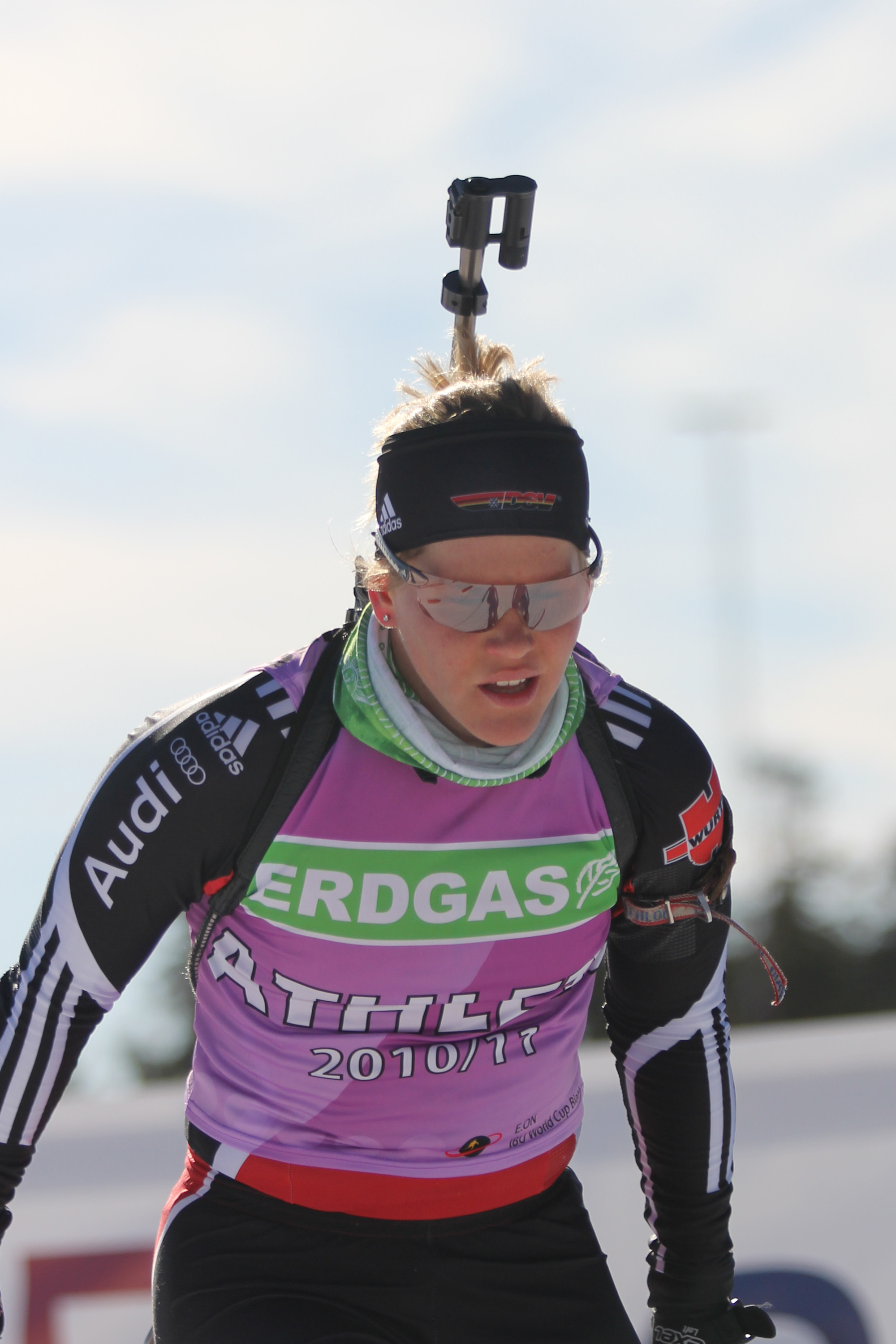
Nadine Horchler

Nadine Horchler född 21 juni 1986, är en tysk skidskytt.Hon debuterade i världscupen säsongen 2010/2011. Hennes bästa individuella resultat i världscupen är en femteplats från sprinttävlingen och jaktstart i Antholz. Välrldscuppen totalt blev Nadine på tjugofemte plats säsongen 2012-2013. Under VM i Nove Mesto 2013 tog Nadine tjugoåttonde i distanstävlingen.